# Cybister mocquerysi
Cybister mocquerysi là một loài bọ cánh cứng trong họ Bọ nước. Loài này được Régimbart miêu tả khoa học năm 1895.